# 1837 az irodalomban
Az 1837. év az irodalomban.

## Események
- január 1. – Bajza József főszerkesztésében megjelenik a Toldy Ferenc és  Vörösmarty Mihály közreműködésével alapított politikai-irodalmi folyóirat, az Athenaeum (1837–1843), valamint melléklapja, a Figyelmező (1837–1841).
- augusztus 22. – Megnyílik a Pesti Magyar Színház, a főváros első állandó magyar színháza, a későbbi Nemzeti Színház.[1]

## Megjelent új művek
- Honoré de Balzac regényei:

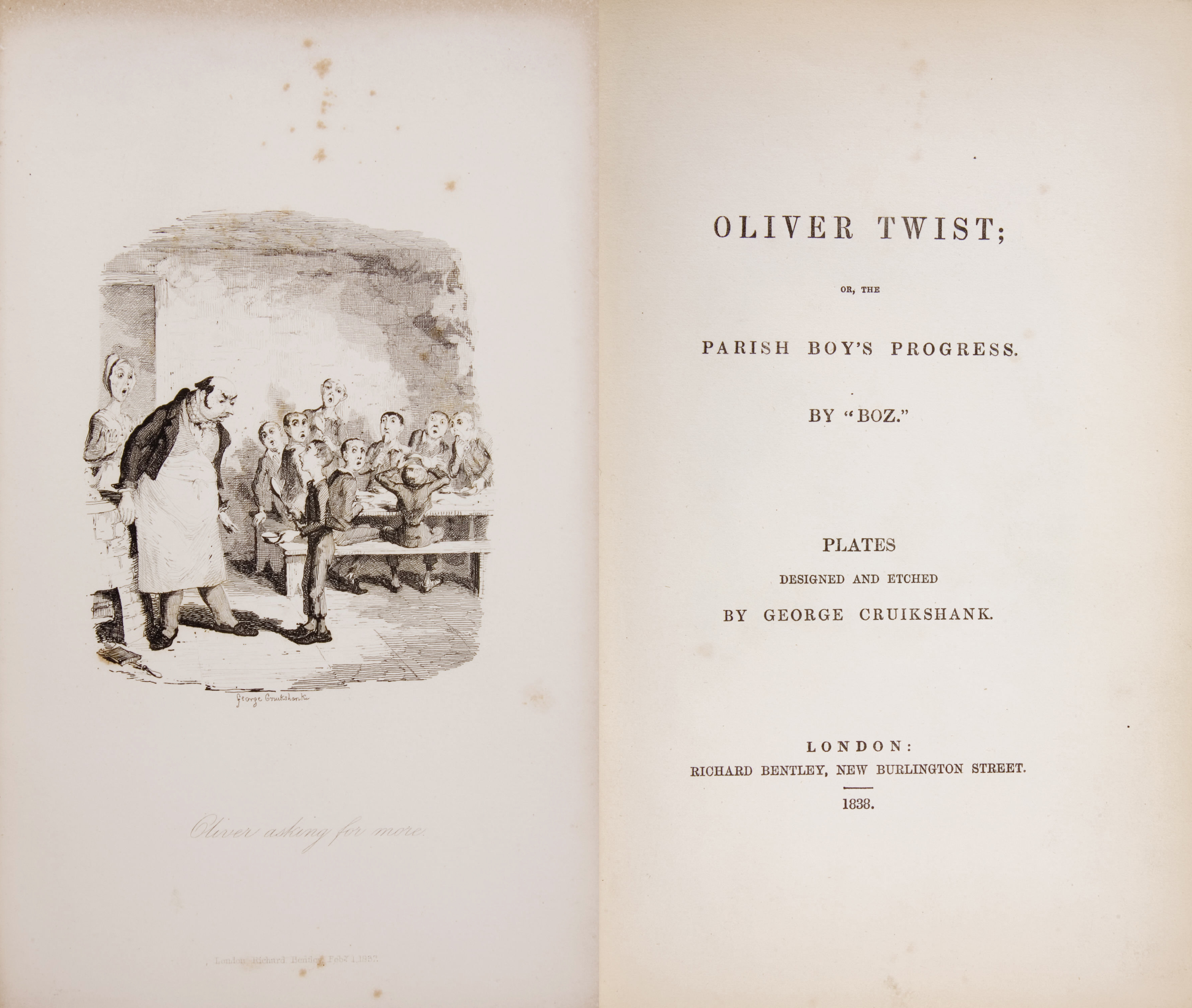
Twist Olivér

  - Elveszett illúziók (Illusions perdues, 1837–1843), első kötet
  - César Birotteau nagysága és hanyatlása (Histoire de la grandeur et de la décadence de César Birotteau)
- George Sand regénye: Mauprat
- Charles Dickens második regénye: Twist Olivér (Oliver Twist). Folytatásokban 1837–1839 között, önálló kötetként 1838-ban jelenik meg
- Nathaniel Hawthorne amerikai író kötete: Twice Told Tales (Kétszer elmondott történetek)
- Mary Shelley angol írónő utolsó regénye: Falkner

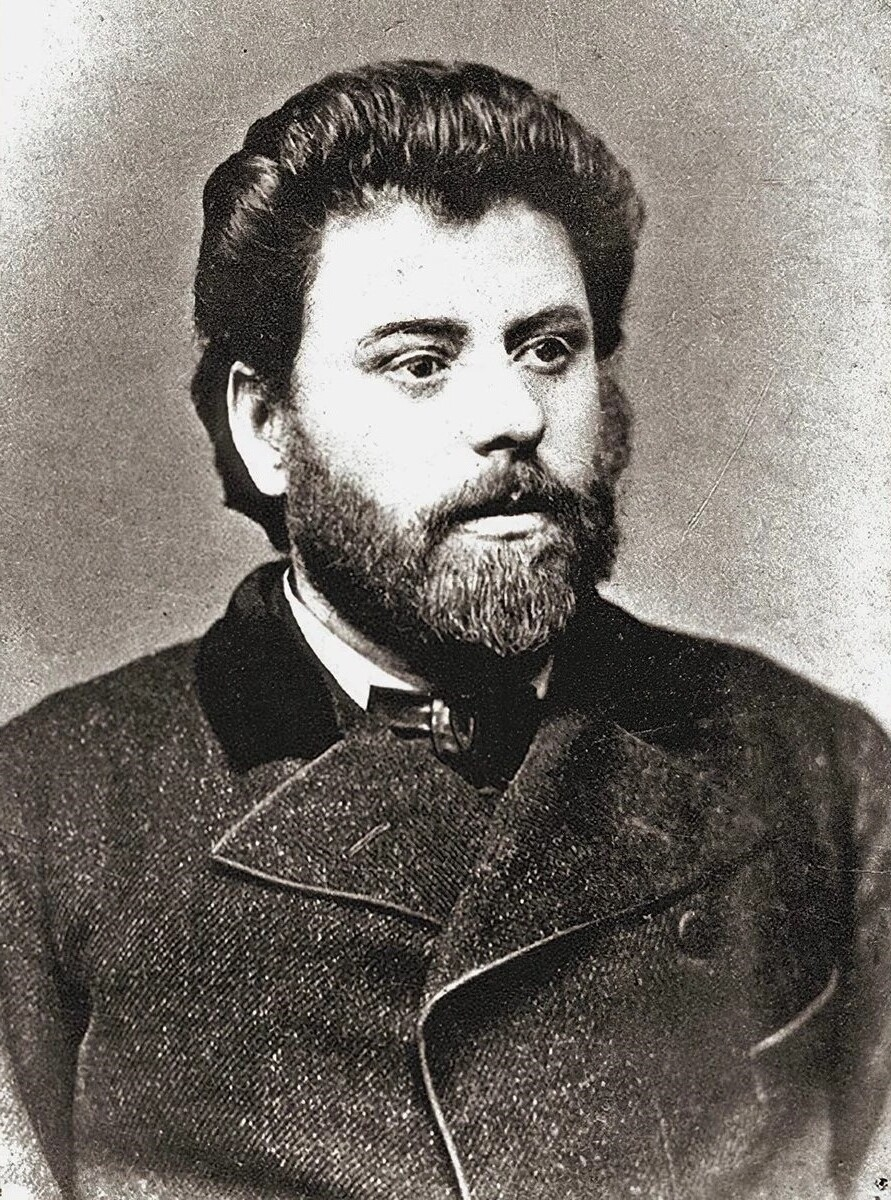
Ion Creangă

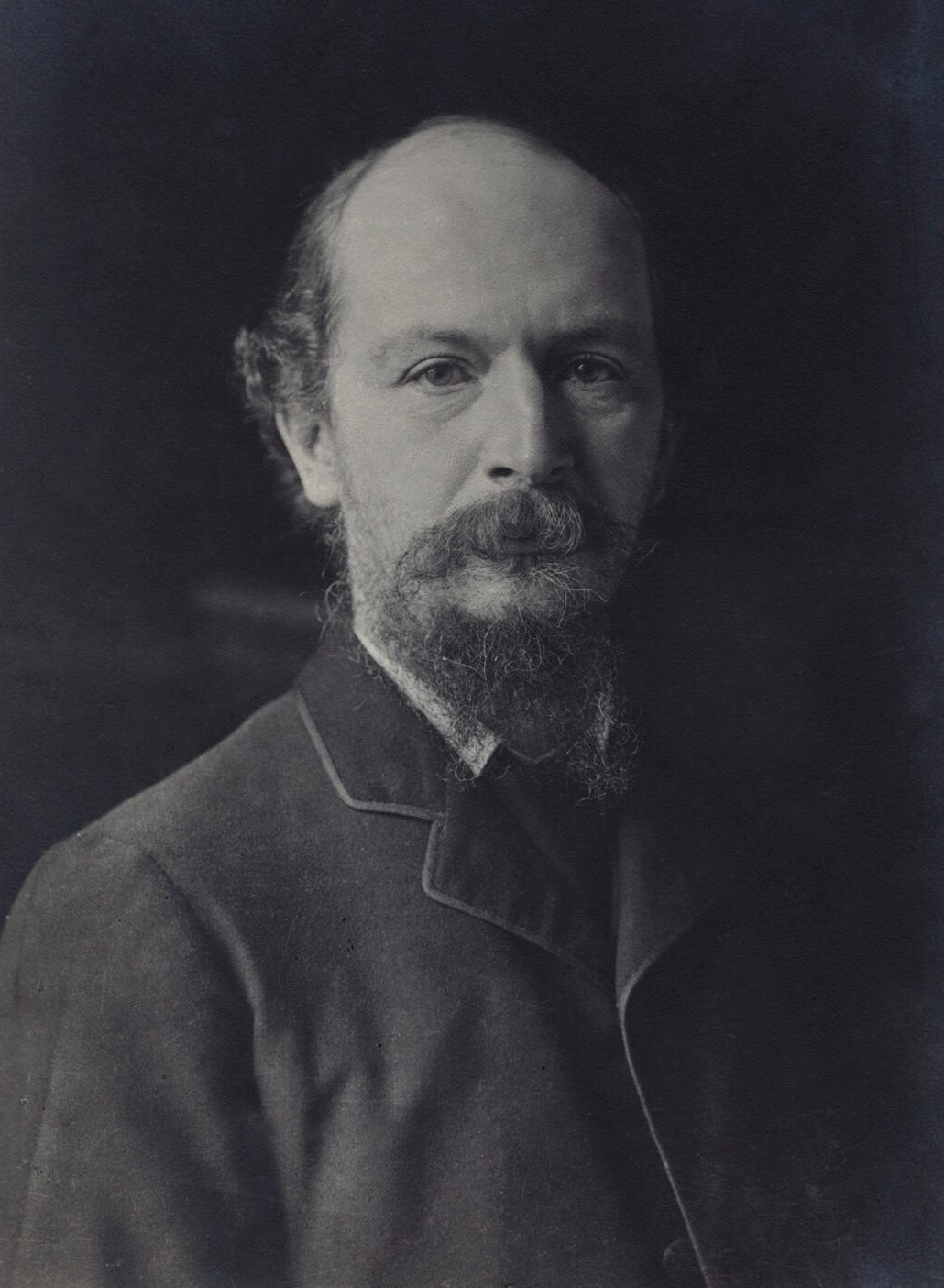
Algernon Swinburne

### Költészet
- Victor Hugo: Les Voix intérieurs (A lélek hangjai)
- Esteban Echeverría argentin költő verseskötete, benne nagy elbeszélő költeménye: La cautiva (A fogolynő)[2]

### Magyar nyelven
- Megjelenik az Aurora című évkönyvben Vörösmarty Mihály költeménye, a Szózat
- Az Athenaeum első évfolyama közli Kölcsey Ferenc írását: Parainesis Kölcsey Kálmánhoz
- Vajda Péter regénye („román”-ja): Tárcsai Bende ( három kötet)
- Gaal József történelmi vígjátéka: A király Ludason

## Születések
- január 31. – Tolnai Lajos író, publicista, a modern magyar irodalom egyik  előhírnöke († 1902)
- március 1. – Ion Creangă román mesemondó, író, a román irodalom klasszikusa († 1889)
- április 5. – Algernon Charles Swinburne angol költő († 1909)
- november 8. – Ilia Csavcsavadze grúz költő, író, a nemzeti nyelv és kultúra védelmezője  († 1907)

## Halálozások
- február 10. – Alekszandr Szergejevics Puskin orosz költő, író, drámaíró, az orosz irodalom klasszikusa (* 1799)
- február 12. – Ludwig Börne német író, irodalom- és színikritikus (* 1786)
- február 19. – Georg Büchner német drámaíró, a német realista drámairodalom meghatározó alakja (* 1813)
- június 14. – Giacomo Leopardi, az egyik legnagyobb olasz költő, gondolkodó, vagy ahogy néha nevezik, a filozófus-költők egyike (* 1798)